# Cars (pjesma)
"Cars" je pjesma Garyja Numana iz 1979. s albuma The Pleasure Principle. Pjesma je dosegla vrhove top lista u nekoliko država i danas se smatra klasičnim uratkom novog vala. U SAD-u, pjesma je dosegla 10. mjesto na Billboradu 1980. godine. Nažalost, popularnost pjesme je bila tolika da je zasjenila ostatak njegove karijere u 80-ima. Zbog toga su ga u mnogim državama smatrali "čudom s jednim hitom".

## Glazba i tekst
Pjesma je bazirana na dva glazbena dijela: instrumentalnog dijela i "mosta" koji ih spaja instrumentalne dijelove. Snimka uključuje konvencionalne djelo s rock ritmovima na bass gitari i bubnjevima. Ostatak instrumentara su analogni sintisajzeri, uglavnom Minimoog (koji stvara prepoznatljiv bas riff pjesme) i Polymoog klavijature koje dopridonose sintetičkim linijama preko bas riffa. Tzv. "most" uključuje i tamburin kao instrument. Numanova vokalna izvedba je gotovo bez emocija, u robotskom stilu. Refren sam po sebi ne postoji.
Numan tvrdi da mu je ideju za tekst pjesme dao napad na cesti: "Jednom sam u prometu imao problema s ljudima ispred sebe. Htjeli su me istući i istjerati iz auta. Zaključao sam vrata, odvezao se na pločnik i pobjegao od njih. To je kao to. Objašnjava kako se možeš sigurno osjećati unutar auta u modernom svijetu... Kada si unutra, psihički si potpuno drugačiji... To je poput tvog malog osobnog carstva s četiri kotača."

## Video
Video spot uključuje tadašnji Numanovi prateći sastav, uključujući i Billy Currie-a iz sastava Ultravox, iako on nije sudjelovao u snimanju pjesme. Prema kraju pjesme, višestruki Numan su prikazani kako voze uz Polymoog klavijature.

## Izdavanje i posljedice
Originalni sing izdan je u Velikoj Britaniji u kolovozu 1979. godine. Na drugoj strani ploče nalazila se instrumentalna pjesma "Asylum". Američko izdanje singla na B stranije i imalo pjesmu "Metal" s albuma The Pleasure Principle. Pjesma je vrhove britanskih ljestvica dosegla tri puta u tri desetljeća. Prvi put kao originalno izdanje iz 1979. (1. mjesto top liste), drugi put 1987. kao remix "E Reg Model" (na 16. mjestu) i ponovno 1996. nakon reklame za pivo Carling Premier (17. mjesto).
Numan je redovito izvodio pjesmu na javnim nastupima od njenog izdavanja 1979. Pjesma se pojavila na svim osim jednom službenom live albumu. Tokom godina pjesma je više puta obrađivana i remixana. Od značajnijih obrada treba spomenuti obradu sastava Judybats iz 1991., Shampoo iz 1995. i Fear Factory iz 1999. (Numan se pojavio u videu za ovu pjesmu). Pjesma je u velikoj mjeri samplirana za hit Koochy Armanda van Heldena.

## Produkcija
- Producent
  - Gary Numan

- Glazbenici
  - Gary Numan: vokal, klavijature (Minimoog, Polymoog), sintetičke udaraljke
  - Paul Gardiner: bas-gitara
  - Chris Payne: klavijature (Minimoog, Polymoog)
  - Cedric Sharpley: bubnjevi, tamburin

## Vanjske poveznice
- Originalni video na Youtube-u